# Trebgast
Trebgast är en kommun och ort i Landkreis Kulmbach i Regierungsbezirk Oberfranken i förbundslandet Bayern i Tyskland.
Kommunen ingår i kommunalförbundet Trebgast tillsammans med kommunerna Harsdorf och Ködnitz.